# Variophone
Le variophone (russe : Вариофон) est un synthétiseur analogique, utilisant un lecteur optique, pour produire des sons. Inventé par le Soviétique Evgeny Sholpo (Евгений Александрович Шолпо) à Leningrad, vers 1930, il l'utilise dans différents films d'animations. Il est assisté par le compositeur Georgy Rimsky‐Korsakov pour composition musicale.
La technique utilise un capteur optique, utilisant soit la rotation de cartons découpé, soit des films souples, synchronisé avec un film de 35 mm.